# Yrjö (Vorname)
Yrjö [ˈyr.jø] ist ein finnischer männlicher Vorname.

## Herkunft und Bedeutung
→ Hauptartikel: Georg
Bei Yrjö handelt es sich um die finnische Form von Jurian, einer niederdeutschen Form von Georg.

## Verbreitung
Der Name Yrjö ist lediglich in Finnland verbreitet, dort jedoch sehr geläufig. Er wurde jedoch vor allem zu Beginn des 20. Jahrhunderts vergeben. Heute werden nur noch wenige Jungen Yrjö genannt.

## Namenstag
Der Namenstag von Yrjö wird in Finnland am 23. April gefeiert.

## Bekannte Namensträger
- Yrjö Asikainen (1928–2008), finnischer Fußballspieler
- Yrjö Edelmann (1941–2016), schwedischer Künstler und Illustrator
- Yrjö Engeström (* 1948), finnischer Pädagoge und Professor
- Yrjö von Grönhagen (1911–2003), finnischer Autor und Forscher
- Yrjö Hakanen (* 1952), finnischer Politiker
- Yrjö Kilpinen (1892–1959), finnischer Komponist
- Yrjö Leino (1897–1961), finnischer Politiker
- Yrjö Lindegren (1900–1952), finnischer Architekt
- Yrjö Nikkanen (1914–1985), finnischer Leichtathlet
- Yrjö Rantanen (1950–2021), finnischer Schachgroßmeister
- Yrjö Saarela (1884–1951), finnischer Ringer und Olympiasieger
- Yrjö Väisälä (1891–1971), finnischer Astronom und Physiker
- Yrjö Sakari Yrjö-Koskinen (1830–1903), finnisch-schwedischer Historiker und Staatsmann

## Sonstiges
- Yrjö-Jahnsson-Preis
- (2804) Yrjö